# Familia criminal de Nueva Orleans
La Familia del crimen de Nueva Orleans o Mafia de Nueva Orleans es una familia criminal de la Mafia estadounidense con sede en la ciudad de Nueva Orleans. La familia tenía un historial de actividad delictiva que se remonta a finales del siglo XIX. La familia alcanzó su máxima influencia con los jefes Silvestro Carollo y Carlos Marcello. En la década de 1960, debido a la obstinada negativa de Marcello a incorporar nuevos miembros a la familia, se redujeron a unos pocos cuatro o cinco made men con cientos de asociados por todo Estados Unidos. Sin embargo, la Oficina Federal de Investigación creía que en aquel momento había algo más de 20 "made men", es decir, más de 20 socios tan cercanos a Marcello y entre sí que se consideraban parte formal de la jerarquía de la familia de Nueva Orleans. Una serie de reveses durante la década de 1980 redujeron su influencia, y las fuerzas del orden desmantelaron la mayor parte de lo que quedaba poco después de la muerte de Marcello en 1993. A pesar de ello, se cree que al menos algunos elementos de la mafia estadounidense siguen activos en Nueva Orleans en la actualidad.

## En la cultura popular
- La novela de John Grisham El cliente y la película El cliente presentan a una familia mafiosa ficticia de Nueva Orleans que intenta encubrir su implicación en el asesinato de un senador.
- La película de HBO de 1999 Vendetta, protagonizada por Christopher Walken y dirigida por Nicholas Meyer, está basada en la historia real de los Linchamientos del 14 de marzo de 1891 de 11 italianos en Nueva Orleans. Charles Matranga (también escrito "Mantranga" en algunos documentos) fue una de las víctimas previstas pero logró sobrevivir escondiéndose de la turba. En el Journal of American History, el historiador Clive Webb califica la película de "convincente retrato de los prejuicios".[7]
- La familia criminal Marcano es una versión ficticia de la familia criminal de Nueva Orleans en el videojuego de 2016 Mafia III, que tiene lugar en una versión ficticia de Nueva Orleans llamada New Bordeaux, apareciendo como los principales antagonistas del juego.